# Heinrich Held
Heinrich Held (Erbach, entonces en Hesse-Nassau, 6 de junio de 1868 - Ratisbona, 4 de agosto de 1938) fue un político católico alemán de ideología conservadora y miembro del Partido Popular Bávaro (BVP). Durante la época de la República de Weimar fue Ministro presidente de Baviera. Tras la toma del poder por los nazis, fue obligado a dimitir de su puesto.

## Biografía

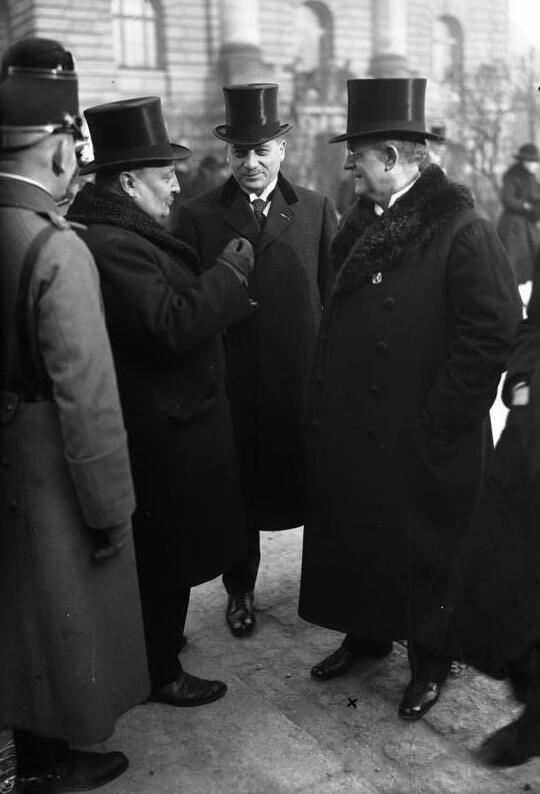
Heinrich Held (derecha), durante las elecciones de 1925.

Held estudió derecho en las universidades Estraburgo, Marburgo y Heidelberg antes de convertirse en periodista en 1896, mientras se encontraba en Estrasburgo. Al año siguiente se trasladó a Heidelberg. En 1899 se convirtió en editor del Regensburger Morgenblatts, un periódico de la ciudad bávara de Ratisbona, y posteriormente del Regensburger Anzeiger. Desde 1906 se convirtió en copropietario de estos dos periódicos y comenzó su carrera política como orador en mítines de movimientos obreros católicos-conservadores.
En 1907 fue elegido diputado del Parlamento Regional Bávaro por el Partido del Centro.
En 1918, después del final de la monarquía en Baviera, Held fue uno de los cofundadores del Partido Popular Bávaro (BVP), surgido como una escisión del Partido del Centro y con un mayor énfasis en las cuestiones regionales de Baviera. Desde 1921 también se convirtió en presidente del Katholikentag, una organización social católica. En julio de 1924 se convirtió en Ministro presidente de Baviera, cargo que ocuparía durante casi una década. Al año siguiente llegó a concurrir por el BVP en las elecciones a la Presidencia de la República, aunque Heinrich Held se retiró tras haber obtenido 1.007.450 de votos (3,7% del total) en la primera vuelta, en favor del candidato Wilhelm Marx.
En 1925, después de haber mantenido una entrevista con Adolf Hitler, aceptó volver a legalizar al Partido Nazi (que había estado prohibido desde el fallido Putsch de Múnich en 1923). Al periódico nazi Voelkischer Beobachter también se le permitió circular de nuevo. Creyendo en las promesas de Hitler, el Dr. Held le dijo a su Ministro de Justicia:

La bestia salvaje está controlada. Podemos permitirnos aflojar la cadena.

En 1932 un intento —que contó con el apoyo de una coalición de varios partidos— de contrarrestar la creciente influencia de los nazis con el nombramiento de Ruperto de Baviera como Staatskommisar de Baviera con poderes dictoriales acabó fracasando en parte por la indecisión del gobierno bajo bávaro bajo el control de Held. El propio Held había sugerido esta idea, pero vaciló hasta el último momento y al final decidió no hacer público ningún nombramiento tal y como se había previsto.
El 9 de marzo de 1933 el gobierno bávaro fue expulsado a la fuerza de sus puestos por los nazis. Aunque inicialmente Heinrich Held resistió los intentos de las Sturmabteilung (SA) por expulsar a su gobierno, se encontró sin el apoyo del Ejército —que seguía las órdenes de Berlín—, y finalmente se vio obligado a renunciar. La oficina del primer ministro bávaro fue abolida y su posición reemplazada por un Reichsstatthalter, una posición puramente administrativa sin ningún poder político. Held se retiró de la vida política e inicialmente huyó a la ciudad suiza de Lugano, aunque posteriormente regrasaría a Ratisbona. Su pensión como antiguo Ministro-Presidente fue revocada por los nazis.
En 1933 uno de los hijos de Held, Philipp, se convirtió en uno de los primeros prisioneros del Campo de concentración de Dachau.
El 4 de agosto de 1938 Heinrich Held falleció en Ratisbona.